# Brødeskov
Brødeskov er et nybygget byområde i Nordsjælland fra omkring årtusind-skiftet med 201 indbyggere i byområdet (2018). Brødeskov er beliggende i Nørre Herlev Sogn en kilometer øst for Nørre Herlev, seks kilometer syd for Hillerød centrum og 33 kilometer nordvest for Københavns centrum. Byen tilhører Hillerød Kommune og er beliggende i Region Hovedstaden.
Byen fik for første gang i 2007 over 200 indbyggere. Nordvest for byen ligger Brødeskov station.